# Jicky Schnee
Pour les articles homonymes, voir Schnee.
Jicky Schnee est une actrice et mannequin écossaise.

## Filmographie

### Au cinéma
- 2003 : Flavors : Jenni
- 2004 : Mind the Gap : Denny
- 2007 : Dedication : Mandy the Waitress
- 2009 : Perestroika : Jill
- 2009 : Split Ends : Ashley
- 2009 : The Afterlight : Claire
- 2013 : The Immigrant : Clara

### À la télévision
- 2004 : The Jury : Sara Gates (épisode The Honeymoon Suite)
- 2004 : Le Secret enfoui de Night Shyamalan (The Buried Secret of M. Night Shyamalan) : Jennifer (documentaire télévisé)
- 2005 : New York, section criminelle (Law & Order: Criminal Intent) : Dana Candon (épisode The Unblinking Eye)
- 2006 : La Star de la famille (Hope & Faith) : Betsy (épisodes The Restaurant, Jay Date)
- 2008 : Lipstick Jungle : Les Reines de Manhattan : Mariska Havel (épisode Chapter 2: Nothing Sacred)
- 2008 : Living in Captivity : Alex (téléfilm)
- 2010 : New York, section criminelle (Law & Order: Criminal Intent) : Jill Peak (épisodes Loyalty, parties 1 et 2)